# Петар Бирчанин
Петар Бирчанин (Обреновац, 15. септембар 1987 — Београд, 31. март 2009) је био српски мотоциклиста.
Бирчанин је био петоструки државни првак у класама од 125 и 600 кубика. Добитник је „Златне кациге“ 2005, највишег признања у српском мотоциклизму.
Погинуо је у судару са аутомобилом код Карађорђевог парка у Београду 31. марта 2009, возећи мотоцикл са којим је наступао на такмичењима.